# Franck Thilliez
Franck Thilliez (ur. 15 października 1973 w Annecy) – francuski pisarz, autor powieści detektywistycznych.
Za "Pokój umarłych" otrzymał nagrodę czytelników Quais du Polar 2006 oraz SNCF 2007.

## Wybrane tytuły
- Pokój umarłych
- Las cieni